# Панко Брашнаров
Панко Брашнаров (Велес, 9. август 1883 — Голи оток, 17. јул 1951), познат и као Панко Брашнар, био је учитељ, македонски и бугарски политички активист и учесник социјалистичког и комунистичког покрета у Вардарској Македонији.

## Биографија
Рођен је 1883. године у Велесу. Основну школу завршио је у родном граду, а Педагошку школу у Скопљу 1901. године. Био је учитељ у више македонских градова од 1901. до 1912. године. Године 1914, дошао је на чело новоформиране Социјалдемократске организације у Велесу, где је почео да сарађује са Василом Главиновим у новинама „Класно сознание“. По уласку Бугарске у Први светски рат и окупацији Вардарске Македоније 1915. године, био је присилно мобилизован у бугарску војску и учествовао у борбама на Дојрану.

### Међуратно раздобље
По завршетку рата и оснивању Краљевине СХС, Брашнаров је 1919. године постао члан новоформиране Социјалистичке радничке партије Југославије (комуниста). Током 1920-их, учествовао је на више конференција и конгреса КПЈ. Године 1920, био је изабран за делгата велешке организације КПЈ на Другом конгресу КПЈ у Вуковару. Године 1922, учествовао је на Првој у Бечу и Трећој земаљској конференцији КПЈ у Београду 1924. године. Године 1926, био је делегат на Трећем конгресу КПЈ у Бечу.
По оснивању ВМРО (уједињене) 1925. године у Бечу, био је изабран за члана њеног Централног комитета. Био је ухапшен августа 1926. године и априла 1927. осуђен на двогодишњу робију. Из затвора је изашао фебруара 1928. године. Крајем маја 1929. године, био је поновно ухапшен на југословенско-аустријској граници на путу за конгрес ВМРО (уједињене) у Бечу. После велике провале организација ВМРО (уједињене) 5. јула 1929. године у Вардарској Македонији, био је спроведен у родни Велес. На суђењу је у јуну 1930. године, био осуђен на пет година робије и доживотни губитак грађанских права. Робију је служио у затвору у Сремској Митровици. По изласку из затвора, повукао се из политике. Године 1939, изашао је из чланства КПЈ.

### Други светски рат
Након бугарске окупације Македоније 1941. године, Брашнаров је поновно добио посао учитеља, а 1943. се повезао с Народноослободилачким покретом. Маја 1944. године, прешао је на слободну територију и постао члан Иницијативног одбора за сазивање заседања АСНОМ-а. као најстарији делегат, отворио је Прво заседање АСНОМ-а 2. августа 1944. године. Дана 6. августа, био је изабран за повереника за информације у Президијуму АСНОМ-а.
По ослобођењу Македоније, 26. новембра 1944. године, у Скопљу је на Првој конференцији Народноослободилачког фронта Македоније био изабран за његовог председника. Био је изабран за члана президијума АСНОМ-а на његовом Другом заседању децембра 1944. и Трећем заседању априла 1945. године.

### Информбиро и Голи оток
По објављивању Резолуције Информбироа 28. јуна 1948. године, Брашнаров се одмах определио за Резолуцију. Дана 1. октобра 1948, заједно са Павелом Шатевим, упутио је писмо Централном комитету СКП(б) у којем је објаснио „како је питање уједињења македонског народа од почетка било поткопано од стране ЦК КПЈ стајалиштем да се уједињена Македонија налази у границама ФНРЈ, не водећи рачуна о посебним условима и интересима братских суседних земаља…“
Брашнаров је био ухапшен 11. децембра 1950. и 29. јуна 1951. године осуђен на присилан рад на Голом отоку у трајању од 24 месеца. Почетком јула је дошао на острво, али је убрзо умро, 17. јула, под утицајем исцрпљености и старости. До тада је био најстарији робијаш на Голом отоку.
Његов гроб није био познат 60 година, све док у септембру 2011. године, новинарска екипа из емисије КОД није открила да је Брашнаров сахрањен у заједничкој гробници на загребачком гробљу Мирогој. Северна Македонија најавила је покретање иницијативе за враћањем његових посмртних остатака у родну земљу.